# Pseudoecophora
Pseudoecophora é um gênero de traça pertencente à família Agonoxenidae.